# Hendrik van Harcourt
Hendrik van Harcourt (Pagny-le-Château, 20 maart 1601 - Asnières-sur-Oise, 25 juli 1666) was van 1605 tot aan zijn dood graaf van Harcourt en van 1645 tot aan zijn dood graaf van Armagnac. Hij behoorde tot het huis Guise.

## Levensloop
Hendrik was de jongste zoon van hertog Karel I van Elbeuf en diens echtgenote Marguerite de Chabot, gravin van Charny. Na de dood van zijn vader in 1605 werd hij graaf van Harcourt.
Hij begon een militaire loopbaan en nam in november 1620 deel aan de belegering van Praag. Hij viel er op door zijn dapperheid. Door de parel die hij droeg in zijn oor kreeg hij van zijn medesoldaten de bijnaam Cadet la Perle. Ook vocht Hendrik in Frankrijk tegen de hugenoten en nam hij in 1621 deel aan het Beleg van Saint-Jean-d'Angély en in 1627-1628 aan het Beleg van La Rochelle. Wegens zijn militaire verdiensten werd hij in 1633 door koning Lodewijk XIII van Frankrijk benoemd tot ridder in de Orde van de Heilige Geest, in 1643 gevolgd door de benoeming van grootstalmeester van Frankrijk en seneschalk van Bourgondië.
Tijdens de Frans-Spaanse Oorlog was hij in 1636 een van de bevelhebbers bij de herovering van de Lérins-eilanden, de Slag bij Leucate en de strijd in Piëmont. Bij Quiers versloeg hij een Spaans leger dat veel meer soldaten telde dan het zijne. Terug in Piëmont belegerde hij drie maanden Turijn, dat zich uiteindelijk moest overgeven. Ook vocht hij in Sardinië. In 1645 werd hij vanwege zijn militaire verdiensten benoemd tot vicekoning van Catalonië, graaf van Armagnac en burggraaf van Marsan.
Bij de La Fronde-opstand koos Hendrik de zijde van Anna van Oostenrijk, die als regentes optrad van haar zoon Lodewijk XIV. Na een conflict met kardinaal Jules Mazarin beëindigde Hendrik zijn militaire dienst aan Anna in Guyenne en trok hij zich terug in de Elzas. Aan het einde van zijn leven werd hij nog wel benoemd tot gouverneur van Anjou. 
In juli 1666 stierf Hendrik op 65-jarige leeftijd in het klooster van Royaumont in Asnières-sur-Oise. Hij werd ook in dit klooster bijgezet. Hij werd als graaf van Harcourt opgevolgd door zijn neef Frans Lodewijk en als graaf van Armagnac door zijn zoon Lodewijk.

## Huwelijk en nakomelingen
In februari 1639 huwde Hendrik met Marguerite-Philippe du Cambout (1624-1674), dochter van Charles du Cambout, markies van Coislin. Ze kregen zes kinderen:
- Armande Henriëtte (1640-1684), abdis in Soissons
- Lodewijk (1641-1718), graaf van Armagnac
- Filips (1643-1702), abt van het Sint-Pietersklooster in Chartres
- Alfons Lodewijk (1644-1689), abt van het klooster van Royaumont
- Raymond Berengarius (1647-1686), abt van de Saint-Faronabdij van Meaux
- Karel (1648-1708), burggraaf en graaf van Marsan